# Highlanders FC
Highlanders FC is een Zimbabwaanse voetbalploeg uit de stad Bulawayo.

## Erelijst
Landskampioen
1990, 1993, 1999, 2000, 2001, 2002, 2006
Beker van Zimbabwe
Winnaar: 1990, 2001
Finalist: 2003, 2005, 2007

## Bekende (ex-)spelers
- Vusumuzi Nyoni
- Honour Gombami
- Obadiah Tarumbwa